# 신소민
신소민(한국 한자: 申素珉, 1974년 1월 15일 ~ )은 대한민국의 배우이다.

## 생애
서울특별시 출생이며 1988년 KBS 한국방송공사 TV 드라마 《그 해 겨울은 따뜻했네》의 단역을 통하여 연기자 첫 데뷔를 하였고 2년 후 1990년 MBC 문화방송 TV 드라마에도 첫 출연하였으며 2년 후 1992년 SBS 서울방송 TV 드라마에도 첫 출연하였고 이듬해 1993년 연극배우 데뷔하였으며 같은 해 1993년 뮤지컬 배우에 이어 같은 해 1993년 패션 모델 데뷔하였고 1년 후 1994년 KBS 한국방송공사 16기 공채 탤런트 정식 데뷔하였다.
신장은 169cm이고 체중은 45kg이며 골프와 요가에 취미가 있고 수영에 특기가 있다.

## 학력
- 1986년 서울충무국민학교 (졸업)
- 1989년 여의도여자중학교 (졸업)
- 1992년 영파여자고등학교 (졸업)
- 1997년 수원여자전문대학 무용과 전문학사 (졸업)[1]

## 출연작

### 텔레비전 드라마
- 1988년 KBS 수목드라마 《그 해 겨울은 따뜻했네》
- 1989년 KBS 대하드라마 《역사는 흐른다》
- 1990년 MBC 대하드라마 《대원군》 ... 어린 후궁 영월 엄씨[2] 역(단역)
- 1992년 SBS 주말극장 《두려움 없는 사랑》
- 1994년 KBS 미니시리즈 《느낌》
- 1994년 KBS 주말연속극 《딸부잣집》
- 1995년 KBS 주말연속극 《젊은이의 양지》
- 1995년 KBS 대하드라마 《찬란한 여명》 ... 숙의 금성 범씨 역[3] 역
- 1996년 KBS 미니시리즈 《파파》
- 1996년 KBS 미니시리즈 《프로젝트》
- 1996년 KBS 미니시리즈 《컬러 - 레드》 ... 미란 역
- 1996년 KBS TV소설 《하얀 민들레》
- 1996년 KBS 미니시리즈 《슈팅》
- 1996년 KBS 주말연속극 《첫사랑》
- 1996년 KBS 대하드라마 《용의 눈물》
- 1997년 KBS 주말연속극 《파랑새는 있다》
- 1997년 MBC 미니시리즈 《불꽃놀이》
- 1997년 SBS 드라마스패셜 《달팽이》
- 1998년 MBC 청춘시트콤 《남자 셋 여자 셋》 ... 문화백화점 경리실 제2차석차장 신소민 역
- 1998년 SBS 일일연속극 《서울 탱고》
- 1998년 ITV 특집드라마 《가족》
- 1998년 EBS 주간드라마 《내일》
- 1998년 KBS TV소설 《은아의 뜰》
- 1999년 KBS 주간드라마 《부부클리닉》
- 2000년 SBS 주말극장 《왕룽의 대지》
- 2000년 SBS 찰사 10주년 특별기획 드라마 《덕이》
- 2000년 KBS 대하드라마 《태조 왕건》

2000 - 2001 ? 천둥소리 ㅡ 허균의딸
- 2002년 KBS 주간단막극 《드라마시티》
- 2002년 EBS 주간단막극 《역사탐구 과거와의 대화》
- 2003년 ITV 주간시트콤 《코믹드라마 러브 러브》
- 2003년 EBS 주간단막극 《역사극장》
- 2003년 KBS 대하드라마 《무인시대》
- 2003년 KBS 아침드라마 《장미 울타리》
- 2003년 KBS 주말연속극 《저 푸른 초원 위에》

2008 사랑과전쟁 ㅡ 운명교향곡( 최예진 )
- 2013년 KBS2TV 금요드라마 《부부클리닉 사랑과 전쟁 2》

### 연극
- 1993년 《위대한 개츠비》 ... 머티 역(단역)

### 뮤지컬
- 1993년 《지붕 위의 바이올린》 ... (단역)

### 라디오 프로그램(진행, 출연)
- 1995년 KBS 2FM 라디오 《신소민의 인기가요》
- 2015년 EBS FM 《EBS 책 읽는 라디오 낭독 시리즈》 ... 낭독자